# TT-Intercup
De TT-Intercup is een internationaal tafeltennistoernooi voor Centraal-Europese clubteams. De eerste editie ervan werd in het seizoen 1990/91 in het leven geroepen door de Oostenrijkse tafeltennisbond (Österreichische Tischtennisverbandes ofwel ÖTTV), Casinos Austria AG en de Duitse tafeltennisartikelen-fabrikant JOOLA. Het toernooi wordt sinds 1993/94 officieel erkend door de ETTU.

## Format
Voor deelname aan de TT-Intercup is geen voorgaande kwalificatie vereist. Het evenement is in het leven geroepen om clubs die zich niet hebben geplaatst voor de European Champions League of de ETTU Cup in Europees verband uit te kunnen laten komen. De organisatie houdt zich losjes aan de vereiste dat een team binnen Centraal-Europa actief moet zijn om de reiskosten beheersbaar te houden.
In het toernooi bestrijden ingeschreven teams (drie spelers per ploeg) elkaar volgens het knock-outsysteem, totdat er vier clubs over zijn. Deze spelen vervolgens in een finaleronde tegen elkaar om de toernooizege.

## Winnaars

### Mannen
| Jaar | Aantal ploegen | Winnaar                                   |
| ---- | -------------- | ----------------------------------------- |
| 1991 | 30             | VfL Lübeck                                |
| 1992 | 51             | Lubuski Sportowy Lumel                    |
| 1993 | 53             | Nova Hut Ostrava                          |
| 1994 | 65             | Casino Baden                              |
| 1995 | 75             | Entente Pongiste Isseenne                 |
| 1996 | 73             | TTC Helga Hannover                        |
| 1997 | 63             | T.T.C. Nantes Atlantique                  |
| 1998 | 62             | TTV Hornstein                             |
| 1999 | 55             | TTG RS Hoengen (met o.a. Piotr Szafranek) |
| 2000 | 60             | ASKÖ-Linz Altstadt                        |
| 2001 | 55             | Saint Denis U.S. 93 TT                    |
| 2002 | 68             | Saint Denis U.S. 93 TT                    |
| 2003 | 69             | Saint Denis U.S. 93 TT                    |
| 2004 | 67             | Stella Sport La Romagne                   |
| 2005 | 58             | Saint Denis U.S. 93 TT                    |
| 2006 | 49             | Saint Denis U.S. 93 TT                    |
| 2007 | 45             | ASKÖ-Linz Altstadt                        |
| 2008 | 57             | Saint Denis U.S. 93 TT                    |
| 2009 | 46             | TT A4 Tonoli-Caffé Excelsior Verzuolo     |
| 2010 | 45             | PTC PEAC PECS AAM                         |